# Kathryn Bernardo
Kathryn Chandria Manuel Bernardo (Cabanatuan, 26 marzo 1996) è un'attrice e modella filippina.

## Filmografia parziale

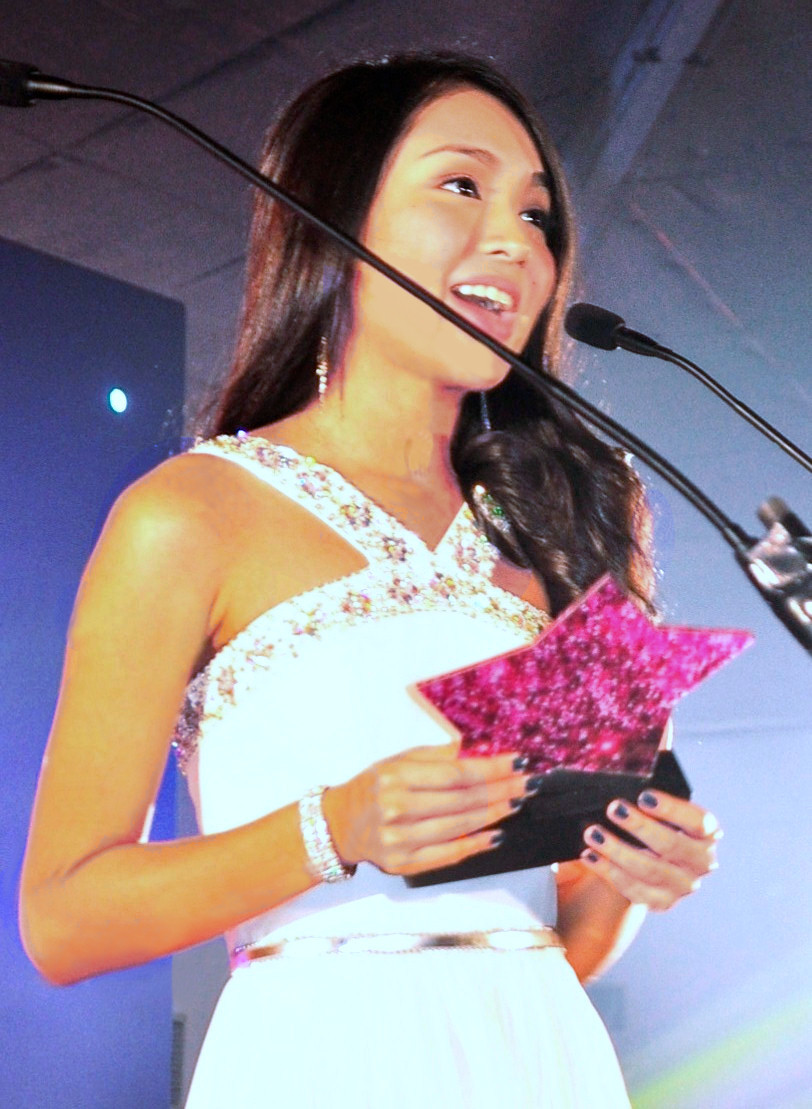
Bernardo nel 2013

### Cinema
- Gagamboy, regia di Erik Matti (2004)
- Nasaan Ka Man, regia di Cholo Laurel (2005)
- Supahpapalicious, regia di Gilbert Perez (2008)
- Way Back Home, regia di Jerry Lopez Sineneng (2011)
- Shake, Rattle and Roll 13, registi vari (2011)
- 24/7 in Love, regia di John D. Lazatin, Mae Cruz-Alviar, Frasco Santos Mortiz e Dado Lumibao (2012)
- Sisterakas, regia di Wenn V. Deramas (2012)
- Must Be... Love, regia di Dado Lumibao (2013)
- Pagpag: Siyam na Buhay, regia di Frasco S. Mortiz (2013)
- She's Dating the Gangster, regia di Cathy Garcia-Molina (2014)
- Crazy Beautiful You, regia di Mae Cruz-Alviar (2015)
- Barcelona: A Love Untold, regia di Olivia Lamasan (2016)
- Can't Help Falling in Love, regia di Mae Czarina Cruz-Alviar (2017)
- Gandarrapiddo: The Revenger Squad, regia di Joyce Bernal (2017)
- The Hows Of Us, regia di Cathy Garcia-Molina (2018)
- Three Words To Forever, regia di Cathy Garcia-Molina (2018)

### Televisione
- It Might Be You (2003)
- Krystala (2004)
- Vietnam Rose (2005)
- Goin' Bulilit (2005-2008)
- Gulong ng Palad (2006)
- Komiks Presents: Agua Bendita (2006)
- Komiks Presents: Bandanang Itim (2006)
- Super Inggo (2006)
- Pangarap na Bituin (2007)
- Prinsesa ng Banyera (2007)
- Maalaala Mo Kaya: Bracelet (2008)
- Your Song Presents: You Know It's Christmas (2009)
- Maalaala Mo Kaya: Blusa (2009)
- Endless Love (2010)
- Magkaribal (2010)
- Mara Clara (2010)
- Growing Up (2011)
- Princess and I (2012)
- Got to Believe (2013-2014)
- Pangako Sa 'Yo (2015-2016)
- La Luna Sangre (2017)

## Discografia
- 2014 - Kathryn
- 2015 - Christmas Love Duets (EP con Daniel Padilla)